# Ингвар Шван
Ингвар Шван (на шведски: Ingvar Svahn) е шведски футболист, който е играл на поста полузащитник.

## Кариера
Шван изиграва 255 мача с фланелката на Малмьо и печели три титли с тях. Има 19 мача за Швеция, в които отбелязва 2 гола. Печели наградата за Футболист на годината на Швеция (Гулдболен) през 1967 г. 
Умира на 16 юни 2008 г. и е погребан в родния си град.